# Emmanuelle Arsan
Pour les articles homonymes, voir Arsan.
Œuvres principales
Emmanuelle
Marayat Bibidh, ou Marayat Rollet-Andriane pour son nom d'épouse,,, plus connue sous son nom de plume Emmanuelle Arsan, née le 19 janvier 1932 à Bangkok (Thaïlande) et morte le 12 juin 2005 à Callas (Var), est une romancière française d'origine thaïlandaise. Elle est principalement connue pour avoir signé le roman érotique Emmanuelle.

## Aperçu biographique

### Origines et vie privée
Marayat Bibidh est une Thaïlandaise de la haute société siamoise, fille de diplomate et francophone. Dans les années 1950-1960, elle vit dans une maison sur Sathorn Road à Bangkok.
Elle épouse en 1956 un diplomate français, Louis-Jacques Rollet-Andriane, né en 1923, fonctionnaire des Nations unies pour l'OTASE (Organisation du traité de l'Asie du Sud-Est).

### Carrière
En 1966, sous le nom de Marayat Andriane, elle est ponctuellement actrice, notamment dans le rôle de Maily, aux côtés de Steve McQueen, dans La Canonnière du Yang-Tsé (The Sand Pebbles) de Robert Wise.

#### Emmanuelle, roman et film
C'est surtout comme écrivain qu'elle devient célèbre en publiant chez Éric Losfeld, sous pseudonyme, le roman Emmanuelle (1959), qui est aussitôt interdit de publicité. Cela n'empêche pas le livre d'obtenir un succès planétaire et de faire l'objet d'un grand nombre d'adaptations au cinéma et à la télévision : constamment réédité jusqu'à nos jours, le roman s'est actuellement[Quand ?] vendu à 800 000 exemplaires en langue française et est traduit en anglais, espagnol, allemand, italien et polonais.
Le film du même nom, réalisé par Just Jaeckin, tourné en partie en Thaïlande, a été vu au cinéma par 8,7 millions de spectateurs en France et 150 millions dans le monde. La Thaïlande n'est guère qu'un décor mais le roman et le film consacrent Bangkok comme la ville la plus excitante et la plus libre de la planète, et l'écho dans la presse et dans l'imaginaire collectif en est encore présent.

#### Auteur du roman?
Selon certains témoignages, le véritable auteur des romans signés Emmanuelle Arsan aurait été non pas Marayat Rollet-Andriane, mais son époux,. Une autre hypothèse serait celle d'un roman rédigé à quatre mains par les deux époux.
Suzanne Brøgger, écrivaine et amie du couple, confie dans une postface écrite pour la réédition de La Philosophie nue d'Emmanuelle Arsan que l'auteur est bien Louis-Jacques Rollet-Andriane.
Emmanuelle Arsan a également signé le scénario d'un film, Laure, sorti en 1976. Elle y tient aussi un rôle secondaire, et la réalisation (non signée) lui a été attribuée. Mais selon des critiques, et des témoignages de membres de l'équipe, le film aurait été écrit et en partie réalisé par son époux, une autre partie de la mise en scène étant assurée par le directeur de la photographie, Roberto D'Ettorre Piazzoli.

### Mort
Elle meurt chez elle à 73 ans, après une longue maladie, à Callas (Var), dans sa maison qui portait le nom de Chantelouve d'Emmanuelle.

### Livre des cendres d'Emmanuelle
Mort en 2010, Louis-Jacques Rollet-Andriane est revenu, en poèmes, sur sa vie avec Marayat et sur l’œuvre d'Emmanuelle Arsan dans le recueil Livre des cendres d'Emmanuelle, publié à titre posthume en mai 2017 par Les Cahiers de l'Égaré et les éditions Le Sélénite.

## Œuvre
- Emmanuelle, Éric Losfeld (édition clandestine), 308 p., 1959
- Emmanuelle l'anti-vierge, Éric Losfeld (édition clandestine), 356 p., 1960
- Emmanuelle la leçon d'homme, Paris, Éric Losfeld, Le Terrain Vague, 232 p., 1967
- Emmanuelle l'anti-vierge, Paris, Éric Losfeld, Le Terrain Vague, 296 p., 1968
- Epître à Paul VI (Lettre ouverte au pape, sur la pilule), Paris, Éric Losfeld, 1968
- Nouvelles de l'érosphère, Paris, Éric Losfeld, Le Terrain Vague, 215 p., 1969
- Dessins érotiques de Bertrand vol. 1 – Pistils ou étamines, une liesse promise, Paris, Éric Losfeld, 1969
- Emmanuelle à Rome (sous le pseudonyme de Bee Van Kleef), Paris, Eureditions, 280 p., 1971 (rééd. Montréal, Les Presses Libres, 1972 ; Toulouse, Livre d'Oc, 1979 ; Paris, Belfond, 2013)
- Mon "Emmanuelle", leur pape, et mon Éros, Paris, Christian Bourgois, 219 p., 1974
- L'Hypothèse d'Éros, Paris, Filipacchi, 287 p., 1974
- Les Enfants d'Emmanuelle, Paris, Opta, 317 p., 1975
- Laure, Paris, Pierre Belfond, 312 p., 1976
- Néa, Paris, Opta, 264 p., 1976
- Toute Emmanuelle, Paris, Pierre Belfond, 224 p., 1978
- Vanna, Paris, Pierre Belfond, 315 p., 1979
- Sainte louve, Paris, Pierre Belfond, 352 p., 1983
- Les Soleils d'Emmanuelle, Paris, Pierre Belfond, 264 p., 1988 (rééd. Paris, Belfond, 2013)
- Emmanuelle (première édition intégrale), Paris, Robert Laffont/Jean-Jacques Pauvert, 235 p., 1988
- Les Débuts dans la vie, Paris, Le Grand Livre du mois, 191 p., 1989 (rééd. Paris, Belfond, 2013)
- Valadié, Paris, Éditions Lignes, 190 p., 1989
- Chargée de mission, Paris, Pierre Belfond, 201 p., 1991
- Bonheur, Les Cahiers de l'Égaré, 91 p., 1993
- Aurélie, Paris, Pierre Belfond, 213 p., 1994 (rééd. Paris, Belfond, 2013)
- La Siamoise nue, Paris, Le Cercle, 552 p., 2003
- Bonheur 2, Les Cahiers de l'Égaré, 125 p., 2008
- « Parce qu'ils ne pouvaient pas s'en empêcher », in Disparition de Michel Bories, Les Cahiers de l'Égaré, 250 p., 2008
- La Philosophie nue, Éditions Le Sélénite, 116 p., 2016